# Odchodzę wracam
Odchodzę wracam – album studyjny Mirosława Czyżykiewicza, wydany 6 listopada 2015 nakładem wytwórni Warner Music Poland. Na płycie znalazły się piosenki złożone z tekstów różnych autorów – w większości przyjaciół pieśniarza. Muzykę do dziesięciu z trzynastu utworów skomponował Hadrian Filip Tabęcki, do dwóch Witold Cisło – obaj wspólnie podjęli się produkcji tego albumu.
Na single promujące album wybrano utwory „Serce jest Twoje” i „Wieniczka”. Teledysk do utworu „Serce jest Twoje”, w którym wystąpili jedynie Mirosław Czyżykiewicz i jego ówczesna żona Anna Czyżykiewicz-Zouki, wyreżyserowała córka artysty – Olga Czyżykiewicz. Klip do utworu „Wieniczka” wyreżyserował znany fotograf – Tomasz Sikora. Na frontową stronę okładki wybrano biało-czarny obraz olejny Andrzeja Fogtta – „Portret z dymu” przedstawiający Mirosława Czyżykiewicza.
„Wieniczka” to piosenka napisana na podstawie poematu Moskwa – Pietuszki Wieniedikta Jerofiejewa. Zaprezentowana została w marcu 2009 podczas koncertu galowego 30. Przeglądu Piosenki Aktorskiej pt. Gra szklanych paciorków w reżyserii Wojciecha Kościelniaka. „Wieniczkę” wykonał wówczas w humorystycznej, kabaretowej interpretacji Mariusz Kiljan z towarzyszeniem żeńskiego „Chóru Aniołów” (Magdalena Wojnarowska, Bogna Woźniak, Magda Kumorek, Karolina Trębacz).
24 października 2015 w warszawskim teatrze muzycznym Studio Buffo odbył się premierowy koncert promujący album Odchodzę wracam. Po raz pierwszy w historii koncertów Czyżykiewicza, oprócz zespołu towarzyszącego, na scenie wspierały artystę dwie wokalistki.

## Lista utworów
| 01 . | „Serce jest Twoje” słowa: Leon Sęk / muzyka: Hadrian Filip Tabęcki              | 3:54  |
|      |                                                                                 |       |
| 02 . | „Magik życia” słowa: Agnieszka Grochowicz / muzyka: Hadrian Filip Tabęcki       | 3:27  |
|      |                                                                                 |       |
| 03 . | „Chaos” słowa: Wojciech Byrski / muzyka: Hadrian Filip Tabęcki                  | 3:45  |
|      |                                                                                 |       |
| 04 . | „Kassowy numer” słowa: Wojciech Kass / muzyka: Mirosław Czyżykiewicz            | 3:51  |
|      |                                                                                 |       |
| 05 . | „Długa noc” słowa: Michał Zabłocki / muzyka: Hadrian Filip Tabęcki              | 3:38  |
|      |                                                                                 |       |
| 06 . | „Miłość ci nic nie wybaczy” słowa: Wojciech Byrski / muzyka: Witold Cisło       | 3:08  |
|      |                                                                                 |       |
| 07 . | „Odchodzę wracam” słowa: Jan Wołek / muzyka: Hadrian Filip Tabęcki              | 4:49  |
|      |                                                                                 |       |
| 08 . | „A jeśli będzie tak” słowa: Jacek Bończyk / muzyka: Witold Cisło                | 4:26  |
|      |                                                                                 |       |
| 09 . | „Szczęście raz!” słowa: Jan Wołek / muzyka: Hadrian Filip Tabęcki               | 3:56  |
|      |                                                                                 |       |
| 10 . | „Wieniczka” słowa: Andrzej Poniedzielski / muzyka: Hadrian Filip Tabęcki        | 4:49  |
|      |                                                                                 |       |
| 11 . | „Lawendową ścieżką” słowa: Leon Sęk / muzyka: Hadrian Filip Tabęcki             | 4:09  |
|      |                                                                                 |       |
| 12 . | „Niebo niech nie płacze” słowa: Wojciech Byrski / muzyka: Hadrian Filip Tabęcki | 4:06  |
|      |                                                                                 |       |
| 13 . | „Jesteś Aniele” słowa i muzyka: Hadrian Filip Tabęcki                           | 3:21  |
|      |                                                                                 |       |
|      |                                                                                 | 51:19 |
|      |                                                                                 |       |